# Ван дер Эльст, Корнелис
Корнелис Питер Йоханнес «Кокки» ван дер Эльст (нидерл. Cornelis Pieter Johannes "Cockie" van der Elst; 26 июня 1928, Роттердам, Нидерланды — 6 сентября 2021) — нидерландский конькобежец, серебряный призёр чемпионата Нидерландов в классическом многоборье 1954 года. Участник зимних Олимпийских игр 1952 года.

## Биография
Корнелис ван дер Эльст родился в городе Роттердаме, провинция Южная Голландия. Он принадлежал к послевоенному поколению конькобежцев, которым выпала возможность поехать в норвежский Хамар для обучения конькобежному спорту (ван дер Эльст, Вим ван дер Ворт, Ян Харисиус и др.) за счёт государства. Там они тренировались и жили на ферме известного норвежского конькобежца — Питера Синнеруда, который приглашал и предоставлял ферму в распоряжение голландских конькобежцев. За его подготовку отвечал Клаас Схенк. Как и его вышеупомянутые коллеги ван дер Эльст не был профессиональным спортсменом. Он работал архитектором в государственном предприятии — Staatsbedrijf der Posterijen, Telegrafie en Telefonie.
Единственная медаль в активе ван дер Эльста была получена на чемпионате Нидерландов в классическом многоборье среди мужчин 1954 года, что проходил в городе — Зволле. По сумме своих выступлений с результатом 214,095 очков он занял 2-е место в итоговом положении, уступив первенство Эгберту ван Уверту (213,415 — 1-е место), обогнав при этом Яна Верверса (нидерл. Jan Wervers; 220,402 — 3-е место).
На зимних Олимпийских играх 1952 года Корнелис ван дер Эльст дебютировал в забеге на 500 и 1500 м. 16 февраля 1952 года на мультиспортивном стадионе «Бислетт» он завершил свой забег на 500 м среди мужчин с результатом 45.3. В общем итоге ван дер Эльст занял 19-е место, разделив его со своим земляком Вимом ван дер Вортом, который финишировал с аналогичным результатом. 18 февраля 1952 года на стадионе «Бислетт» он завершил свой забег на 1500 м среди мужчин с результатом 2:27.6. В общем итоге ван дер Эльст занял 26-е место.